# Schwedische Beachhandball-Nationalmannschaft der Frauen
Die schwedische Beachhandball-Nationalmannschaft der Frauen repräsentiert den Svenska Handbollförbundet (SHF) als Auswahlmannschaft auf internationaler Ebene bei Länderspielen im Beachhandball gegen Mannschaften anderer nationaler Verbände.
Als Unterbau fungieren die Nationalmannschaft der Juniorinnen. Das männliche Pendant ist die Schwedische Beachhandball-Nationalmannschaft der Männer.

## Geschichte
Die schwedische Beachhandball-Nationalmannschaft der Frauen ist zwar eine der früheren Nationalmannschaftsgründungen in der Sportdisziplin in Europa, doch konnte die sonst im Handball sehr erfolgreiche Nation bislang kaum nennenswerte Erfolge erreichen. Das erste Mal nahm das Team an den zweiten Europameisterschaften 2002 in Cádiz und belegte unter 16 teilnehmenden Mannschaften mit Rang sechs einen Platz in der oberen Hälfte. Es sollte der größte Erfolg bleiben. Nachdem Schweden bei der folgenden EM in Antalya nicht teilgenommen hatte, trat das Team dreimal in Folge an. 2011 in Umag setzte Schweden erneut einmal aus, um danach wieder bis 2017 in Lloret de Mar dreimal in Folge anzutreten. Jeweils zu Beginn dieser dreimaligen Teilnahmen nacheinander, 2006 in Cuxhaven als 14. und 2013 in Randers als 13. belegte die Schwedinnen den letzten Platz. Auch bei den anderen vier Teilnahmen platzierte sich die Mannschaft nie besser als auf dem drittletzten Rang. Seit 2019 trat Schweden nicht mehr international in Erscheinung. Für einen anderen Wettbewerb als die Europameisterschaften konnte sich Schweden nie qualifizieren.
Abgesehen zwischen den Turnieren 2015 und 2017 und in weitaus geringerem Umfang von 2013 auf 2015 gab es sowohl bei den Trainern als auch beim schwedischen Kader nahezu keine personelle Kontinuität.

## Trainer
| Cheftrainer/in - 2006: Darryl McCormack - 2007: Claus Mogensen - 2009: Lasse Olsson - 2013: Joel Tulldahl - 2015–2017: Tilda Wiiand - seit 2022: Mikaela Johansson | Co-Trainer/in - 2006: Lars Andersson - 2007: Åsa Eriksson - 2009: Nanne Olsson - 2013: Bengt Jönsson - 2015: Tony Karlsson - 2017: Victor Ericson |

## Teilnahmen
| World Games - 2001: nicht eingeladen - 2005: nicht eingeladen - 2009: nicht eingeladen - 2013: nicht qualifiziert - 2017: nicht qualifiziert - 2022: nicht qualifiziert World Beach Games - 2019: nicht qualifiziert - 2023: | Weltmeisterschaften - 2001: abgesagt - 2004: nicht qualifiziert - 2006: nicht qualifiziert - 2008: nicht qualifiziert - 2010: nicht qualifiziert - 2012: nicht qualifiziert - 2014: nicht qualifiziert - 2016: nicht qualifiziert - 2018: nicht qualifiziert - 2020: abgesagt, nicht qualifiziert - 2022: nicht qualifiziert | Europameisterschaften - 2000: keine Teilnahme - 2002: 6. - 2004: keine Teilnahme - 2006: 14. - 2007: 16. - 2009: 10. - 2011: keine Teilnahme - 2013: 13. - 2015: 10. - 2017: 12. - 2019: keine Teilnahme - 2021: keine Teilnahme - 2023: | EHF Championship - 2022: keine Teilnahme |

- EM 2002: aktuell nicht zu rekonstruieren
- EM 2006[2]: Ida Edén • Caroline Fröjd • Ann-Sofie Gangefors • Emma Hansson • Lina Hansson • Lisa Johnsson • Dajana Jovanovik • Anna Malmström • Ida Servin • Emma Truedsson
- EM 2007[3]: Jenny Alm • Malin Andersson • Caroline Aronsson • Sabina Jacobsen • Jennie Linnéll • Jonna Linnéll • Lina Wallin • Hanna Zimmergren
- EM 2009[4]: Johanna Blom •  Petra Harnebäck •  Hanna Jeppsson •  Louise Lindholm •  Anna Olssen •  Maria Olssen •  Lina Olsson •  Amanda Stalberg
- EM 2013[5]: Katja Cedergren • Hanna Forsberg • Louise Hansson • Emmy Kopfinger • Emma Lindqvist • Sara Månsson • Rebecka Nilsson • Gabriella Persson • Matilda Skarhammar
- EM 2015[6]: Linda Cadario • Maja Eriksson • Madeleine Gustafsson (TW) • Mikaela Johansson • Emma Hultborg • Rebecka Nilsson • Gabriella Persson • Isabelle Svahn • Elina Uhr
- EM 2017[7]: Linda Cadario • Madeleine Gustafsson (TW) • Mikaela Johansson • Lovisa Kardell • Mikaela Kauppinen • Caroline Månsson • Sophie Ogrelius • Isabelle Svahn • Linnea Törnkvist • Elina Uhr

## Einzelbelege
1. ↑  Daten zum Teil ungefähre/geschätzte Werte
2. ↑  European Handball Federation - 2006 Women's ECh Beach Handball / Match Details. Abgerufen am 7. Juli 2022 (englisch).
3. ↑  European Handball Federation - 2007 Women's ECh Beach Handball / Match Details. Abgerufen am 7. Juli 2022 (englisch).
4. ↑  European Handball Federation - 2009 Women's ECh Beach Handball / Match Details. Abgerufen am 7. Juli 2022 (englisch).
5. ↑  European Handball Federation - 2013 Women's ECh Beach Handball / Match Details. Abgerufen am 7. Juli 2022 (englisch).
6. ↑  European Handball Federation - 2015 Women's ECh Beach Handball / Match Details. Abgerufen am 7. Juli 2022 (englisch).
7. ↑  European Handball Federation - 2017 Women's ECh Beach Handball / Match Details. Abgerufen am 7. Juli 2022 (englisch).